# Saint-Évroult-Notre-Dame-du-Bois
Saint-Évroult-Notre-Dame-du-Bois és un municipi francès situat al departament de l'Orne i a la regió de Normandia. L'any 2007 tenia 439 habitants.

## Demografia

### Població
El 2007 la població de fet de Saint-Évroult-Notre-Dame-du-Bois era de 439 persones. Hi havia 194 famílies de les quals 78 eren unipersonals (31 homes que vivien sols i 47 dones que vivien soles), 50 parelles sense fills, 54 parelles amb fills i 12 famílies monoparentals amb fills.
La població ha evolucionat segons el següent gràfic:
Habitants censats

### Habitatges
El 2007 hi havia 298 habitatges, 207 dels quals eren l'habitatge principal de la família, 74 eren segones residències i 18 estaven desocupats. 255 eren cases i 43 eren apartaments. Dels 207 habitatges principals, 131 estaven ocupats pels seus propietaris, 73 estaven llogats i ocupats pels llogaters i 3 estaven cedits a títol gratuït; 3 tenien una cambra, 16 en tenien dues, 45 en tenien tres, 49 en tenien quatre i 95 en tenien cinc o més. 145 habitatges tenien, pel cap baix, una plaça de pàrquing. A 121 habitatges hi havia un automòbil i a 61 n'hi havia dos o més.

### Piràmide de població
La piràmide de població per edats i sexe el 2009 era:
| Homes | Edats   | Dones |
| ----- | ------- | ----- |
| 0     | 95 o +  | 0     |
| 0     | 90 a 94 | 0     |
| 0     | 85 a 89 | 0     |
| 0     | 80 a 84 | 12    |
| 12    | 75 a 79 | 8     |
| 16    | 70 a 74 | 28    |
| 8     | 65 a 69 | 8     |
| 8     | 60 a 64 | 20    |
| 8     | 55 a 59 | 8     |
| 16    | 50 a 54 | 8     |
| 20    | 45 a 49 | 16    |
| 12    | 40 a 44 | 4     |
| 24    | 35 a 39 | 16    |
| 12    | 30 a 34 | 12    |
| 16    | 25 a 29 | 16    |
| 4     | 20 a 24 | 4     |
| 20    | 15 a 19 | 20    |
| 4     | 10 a 14 | 20    |
| 4     | 5 a 9   | 16    |
| 8     | 0 a 4   | 0     |

## Economia
El 2007 la població en edat de treballar era de 285 persones, 207 eren actives i 78 eren inactives. De les 207 persones actives 183 estaven ocupades (105 homes i 78 dones) i 25 estaven aturades (9 homes i 16 dones). De les 78 persones inactives 30 estaven jubilades, 20 estaven estudiant i 28 estaven classificades com a «altres inactius».

### Ingressos
El 2009 a Saint-Évroult-Notre-Dame-du-Bois hi havia 207 unitats fiscals que integraven 445 persones, i la mediana anual d'ingressos fiscals per persona era de 16.486 €.

### Activitats econòmiques
Dels 17 establiments que hi havia el 2007, 1 era d'una empresa extractiva, 1 d'una empresa alimentària, 1 d'una empresa de fabricació d'altres productes industrials, 6 d'empreses de construcció, 3 d'empreses de comerç i reparació d'automòbils, 2 d'empreses d'hostatgeria i restauració, 1 d'una empresa immobiliària i 2 d'entitats de l'administració pública.
Dels 8 establiments de servei als particulars que hi havia el 2009, 1 era un taller de reparació d'automòbils i de material agrícola, 2 fusteries, 2 lampisteries, 1 electricista, 1 empresa de construcció i 1 restaurant.
L'únic establiment comercial que hi havia el 2009 era una fleca.
L'any 2000 a Saint-Évroult-Notre-Dame-du-Bois hi havia 12 explotacions agrícoles que ocupaven un total de 186 hectàrees.

## Equipaments sanitaris i escolars
El 2009 hi havia una escola maternal integrada dins d'un grup escolar amb les comunes properes que formaven una escola dispersa.

## Poblacions més properes
El següent diagrama mostra les poblacions més properes.